# U.S. Route 163
U.S Route 163 (också kallad U.S. Highway 163 eller med förkortningen US 162) är en amerikansk landsväg i USA som går mellan Kayenta i Arizona och Bluff i Utah.

## Större Korsningar
Arizona
US-160 i Kayenta
Utah
US-191 i Bluff